# Ollie Halsall
Peter John Ollie Halsall (Southport, Inglaterra, 14 de marzo de 1949 - Madrid, España, 29 de mayo de 1992) fue un guitarrista ambidextro, conocido por haber formado parte entre otras, de las bandas The Rutles, y por especialmente por su contribución a la música de Kevin Ayers. También fue uno de los pocos músicos que introdujo el vibráfono en la música rock.
Era conocido como Ollie por su particular manera de pronunciar su apellido. El Archivo Ollie Halsall se estableció en 1985, con la intención de documentar y promover el trabajo del guitarrista.

## Carrera
Puede que Ollie no fuese el mejor guitarrista del mundo, pero ciertamente estaba entre los dos mejores.
John Halsey, compañero de Halsall en The Rutles, 1997

Halsall (que ya había estado en Pete and the Pawnees, The Gunslingers, The Music Students, en todos los casos en 1964, y en The Rhythm and Blues Incorporated en 1965), se desplazó a Londres en octubre de 1966 para tocar el vibráfono con los Timebox (que tenían en sus filas al bajista Clive Griffiths y al teclista Chris 'Professor' Holmes. Halsall acabó tocando la guitarra, y la banda se completó con Mike Patto en las voces y el batería John 'Admiral' Halsey.
En 1970, tras la marcha de Holmes, Timebox se convirtió en Patto, variando su estilo a la mezcla del rock progresivo con el jazz, contando con la guitarra de Halsall como sonido más característico.
En 1973, Halsall dejó la banda para unirse a los Tempest de Jon Hiseman. Sin embargo, los dejó antes de un año, realizando desde ese momento un ingente trabajo como músico de estudio, incluyendo sesiones para Kevin Ayers, lo que le acabó proporcionando el ingreso en la banda de Ayers, The Soporifics.
En 1975, Patto se reunió brevemente para realizar tres conciertos benéficos. El reencuentro de Patto y Halsall marcaría la formación de su siguiente banda, Boxer, en 1975. Sin embargo, la banda no pudo alcanzar todo su potencial debido a la prematura muerte de Patto en 1979, cuando ya tenían un contrato con la discográfica Virgin; la banda es recordada por su álbum de debut, Below The Belt.
Uno de los trabajos más conocidos de Halsall es el que realizó para el exitoso álbum paródico de The Beatles The Rutles (1978), en el que tocaba varios instrumentos y algunas de las voces de apoyo, de un modo más notable en los temas "Doubleback Alley", "With a Girl Like You" y "Get Up and Go". Eric Idle, miembro del conjunto de humor Monty Python, realizó el papel de Hallsal en el largometraje derivado del disco, y Halsall sólo apareció en un cameo menor en el papel de Leppo, el quinto Rutle que se perdía en Hamburgo.
En 1976 Halsall volvió a unirse a Ayers, con el que permanecería los siguientes dieciséis años. 
Trasladado a España a principio de los ochenta siguiendo a Ayers, inició allí una larga lista de contribuciones: en directo tocó con Radio Futura, Ramoncín, Rey Lui o Antonio Flores. Produjo a Rey Lui y Montana y colaboró en los discos de Manzanita, Tino Casal, Cinemaspop, Hombres G y Callejones. En 1989 reemplazó al por aquel entonces enfermo Enrique Sierra en Radio Futura.
Halsall murió de una sobredosis de heroína a los 43 años el 29 de mayo de 1992 en la calle de la Amargura 13 de Madrid. Dejó un álbum en solitario sin terminar, que contaba con la producción de Robert Fripp.

## Discografía
Con Mike Patto
- 1967-69 The Deram Anthology (con Timebox)
- 1970 Patto (con Patto)
- 1971 Hold Your Fire (con Patto)
- 1972 Roll Em, Smoke Em, Put Another Line Out (con Patto)
- 1975 Below the Belt (con Boxer)
- 1979 Bloodletting (con Boxer)

Con Kevin Ayers
- 1974 The Confessions of Dr. Dream and Other Stories
- 1974 June 1, 1974 (con Nico, John Cale y Brian Eno)
- 1975 Sweet Deceiver
- 1976 Yes We Have No Mañanas (So Get Your Mañanas Today)
- 1978 Rainbow Takeaway
- 1980 That's What You Get Babe
- 1983 Diamond Jack and the Queen of Pain
- 1984 Deià...Vu
- 1986 As Close As You Think
- 1988 Falling Up
- 1992 Still Life with Guitar

Otros trabajos
- 1973 Living in Fear (con Tempest)
- 1990 Veneno en la piel (con Radio Futura)

- 1996 The Rutles Archaeology (con The Rutles)
- 2007 Under the Blossom (antología de Tempest)